# Kazimierz Witkiewicz

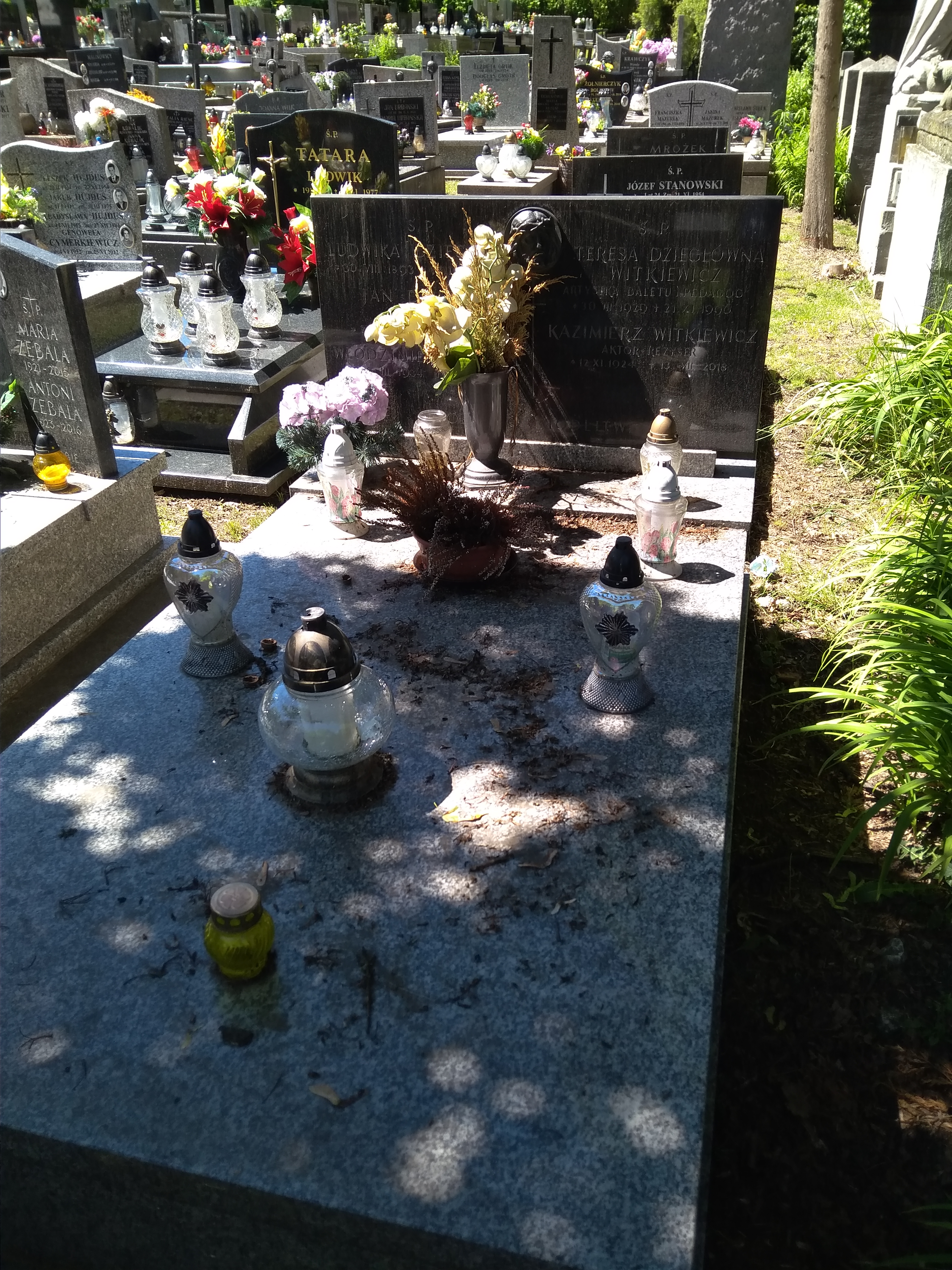
Grób Kazimierza Witkiewicza na Cmentarzu Podgórskim w Krakowie (kwatera IX, rząd 2, miejsce 12)

Kazimierz Józef Witkiewicz (ur. 12 listopada 1924 w Krakowie, zm. 13 lipca 2018 tamże) – polski aktor teatralny i filmowy.

## Życiorys
W 1945 ukończył Studio Dramatyczne Iwona Galla w Krakowie. Debiutował w Teatrze Polskim we Wrocławiu, w którym występował przez rok. Przez następny rok występował w Katowicach. Później, niemal całe życie, związany był z teatrami krakowskimi, m.in. Teatrem Starym i Teatrem im. Juliusza Słowackiego. W teatrze występował do 1986 r.
W filmie debiutował rolą kapitana w Żołnierzu zwycięstwa Wandy Jakubowskiej. Szerokiej publiczności znany przede wszystkim z roli Włocha Francesco Rovanellego w filmie Tadeusza Chmielewskiego Nie lubię poniedziałku (1971). Znacząca w jego karierze była także rola Felicjana Dulskiego w filmie Dulscy Jana Rybkowskiego oraz gen. Władysława Sikorskiego w filmie i serialu Do krwi ostatniej... Jerzego Hoffmana. W 1985 r. po raz ostatni zagrał w filmie. Był to Tumor Witkacego.
Był zatrudniony w następujących teatrach:
- Teatr Polski we Wrocławiu (1945–1946)
- Teatr Śląski w Katowicach (1946–1947)
- Miejski Teatr Dramatyczny w Krakowie (1947–1949)
- Państwowy Teatr Dramatyczny w Krakowie (1949–1954)
- Stary Teatr w Krakowie (1954–1963), (1964–1968) i (1984–1985)
- Teatr im. Juliusza Słowackiego w Krakowie (1963–1964), (1968–1974) i (1982–1984)
- Teatr „Bagatela” im. Tadeusza Boya-Żeleńskiego w Krakowie (1974–1976)
- Teatr Ludowy w Krakowie (1976–1982)

Zmarł 13 lipca 2018 r. w Krakowie. 18 lipca został pochowany na Cmentarzu Podgórskim w Krakowie (kwatera IX-2-12).

## Role teatralne
- Wielkanoc Stefana Otwinowskiego reż. W. Woźnik – Samuel Freud
- Promieniści Krystyny Grzybowskiej reż. W. Ziembiński – Tomasz Zan
- Dewaluacja Klary Marii Jasnorzewskiej-Pawlikowskiej reż. W. Ziembiński – Pućka
- Maria Stuart Juliusza Słowackiego reż. W. Ziembiński – Nick
- Amfitrion 38 Jeana Giraudoux reż. B. Korzeniewski – Trębacz
- Głupi Jakub Tadeusza Rittnera reż. W. Ziembiński – Jerzy
- Romans z wodewilu Władysława Krzemińskiego reż. W. Krzemiński – Józek, Roman
- Krzyk Jarzębiny Wacława Kubackiego reż. J.R. Bujański – Ludwik Spitznagel
- W błędomierzu Jarosława Iwaszkiewicza reż. I. Babel – Klemens
- Wiśniowy sad Antoniego Czechowa reż. W. Krzemiński – Jepichodow
- Legenda o miłości Nâzıma Hikmeta reż. Z. Mrożewski – Astrolog
- Lato w Nohant Jarosława Iwaszkiewicza reż. R. Zawistowski – Fernand
- Czarująca szewcowa Federico Garcii Lorci reż. T. Kantor – Szewc
- Jaki piękny dzień M. de Ghelderode’a reż. J. Kaliszewski – Pantagleize
- Zamek w Szwecji Francoise Sagana reż. J. Jarocki – Sebastian
- Biedermann i podpalacze Maxa Frischa reż. P. Pawłowski – Eisenring
- Fanfaron czyli zakochany konserwatysta Jeana Anouilha reż. P. Pawłowski – Proboszcz
- Dziewięciu bez winy Siegfrieda Lenza reż. J. Jarocki – Inżynier
- Kaligula Alberta Camusa reż. L. Zamkow – Cherea
- Don Alvarez Stanisława Herakliusza Lubomirskiego reż. Z. Hubner – Garabuzel
- Król Henryk IV Williama Szekspira reż. J. Jarocki – Król Henryk IV
- Zaproszenie do zamku Jeana Anouilha reż. Z. Tobiasz – Józef
- Lokatorzy: Szaleństwo we dwoje Eugenea Ionesco reż. Z. Hubner – On
- Lokatorzy: Nowy lokator Eugenea Ionesco reż. Z. Hubner – Pan
- Mizantrop Moliera reż. Z. Hubner – Akast
- Cymbelin Williama Szekspira reż. J. Jarocki – Kasjusz Lucjusz
- Łaźnia Władimira Majakowskiego reż. J. Szajna – Belwedoński
- Anabaptyści Friedricha Durrenmatta reż. Z. Hubner – Cesarz Karol V
- Urodziny Stanleya Harolda Pintera reż. A. Polony – Peter

## Role w Teatrze TV
- Zapomniany diabeł Jana Drdy reż. T. Lis – Solfernus
- Polski listopad Franciszka Ziejki reż. S. Zajączkowski – Głąbiński
- Ostatnia noc Leopolda Infelda reż. J. Słotwiński – Prefekt policji
- Stan wyjątkowy Henryka Bardijewskiego reż. S. Zajączkowski – Pierwszy
- Przed zachodem słońca Gerharta Hauptmanna reż. J. Słotwiński – Dr Steynitz
- Taniec śmierci Augusta Strindberga reż. P. Paradowski – Bert
- Kruki Henry’ego Becque'a reż. J. Słotwiński – Bourdon
- Sceny z życia Holly Golightly Trumana Capote’a reż. K. Kutz – Joe Bell
- Pigmalion George’a Bernarda Shawa reż. J. Słotwiński – Płk. Pickering
- Letnicy Maksyma Gorkiego reż. B. Dąbrowski
- Polacy nie gęsi Ludwika Hieronima Morstina reż. B. Dąbrowski – Mikołaj Rej z Nagłowic
- Gasira Leo Frobeniusza reż. D. Michałowska – Aktor II i Kapłan I
- Cymbelin Williama Szekspira reż. J. Jarocki – Kasjusz Lucjusz

## Filmografia
- 1953: Żołnierz zwycięstwa jako kapitan
- 1957: Zagubione uczucia jako dziennikarz
- 1959: Wspólny pokój jako poeta, rozmówca Salisa
- 1971: Nie lubię poniedziałku jako Francesco Rovanelli
- 1974: Najważniejszy dzień życia jako mężczyzna w autobusie (odc. 6)
- 1974: Pełnia nad głowami jako komendant MO
- 1975: Dulscy jako Felicjan Dulski
- 1975: Znikąd donikąd jako oficer brytyjski
- 1976: Noc w wielkim mieście jako reżyser
- 1978: Biały mazur jako komisarz Kostrzewski
- 1978: Do krwi ostatniej... jako generał Władysław Sikorski
- 1979: Do krwi ostatniej jako generał Władysław Sikorski
- 1980: Zamach stanu jako pułkownik Wacław Kostek-Biernacki, komendant twierdzy brzeskiej
- 1984: Porcelana w składzie słonia jako kierownik zakładu samochodowego
- 1985: Tumor Witkacego jako fryzjer Karol
- 1985: Zamach stanu jako pułkownik Wacław Kostek-Biernacki, komendant twierdzy brzeskiej (odc. 3)
- 1985: Zaproszenie jako profesor Piotr Górski, pierwszy mąż Anny

## Odznaczenia
- Złoty Krzyż Zasługi (1980),
- Medal 10-lecia Polski Ludowej (28 stycznia 1955)[4],
- Złota Odznaka miasta Krakowa (1965),
- Złota Odznaka Za Zasługi dla Krakowa (1983).

## Nagrody
- 1983: Nagroda artystyczna miasta Krakowa.